# Фредді Едкінс
Фредерік (Фредді) Едкінс (англ. Frederick (Freddie) Adkins; нар. 7 грудня 1894, Knightsbridge, Лондон, Велика Британія — 1986) — британський художник коміксів, який працював для «Amalgamated Press» у 1920-х — 1950-х роках.

## Біографія
Фредерік Едкінс народився 7 грудня 1894 року у районі Knightsbridge, що у центрі Лондона, Велика Британія. Після закінчення школи пішов працювати у «The Daily Mail» як офісний працівник, його батько був знайомим з одним з власників, Лордом Норткліффом.
У 1908 році був переведений до Amalgamated Press's Comics Division, де він був художником-самоуком. Він починав з малювання карикатур і з наслідування досвіду інших митців.
Фредерік помер у 1986 році.